# Cavo
Cavo este o formație americană de hard rock din St.Louis, Missouri.Datorită influențelor muzicale, uneori sunt clasificați ca o formație de post-grunge.

## Istorie
Spre sfârșitul anului 2000, chitaristul Chris Hobbs, basistul Ryan Kemp și toboșarul Chad La Royi căutau un cântăreț pentru trupa lor. După ce au fost sprijiniți de prietenii lor apropiați, Scott Gertken și Rich Criebaum din trupa Modern Day Zero, cei trei au decis să îi dea șansa unui cântăreț necunoscut, Casey Walker. Acesta s-a potrivit perfect, și astfel și-au început cariera sub numele de Hollow, din martie 2001. Spre sfârșitul anului 2001, Mike „Tomas” Tomasovich s-a alăturat trupei Hollow ca chitarist secund.
În 2001, au lansat un cântec demo ce conținea trei melodii: Fallen, State of Mind și Unsung. Aproape de sfârșitul anului 2001, trupa a decis să-și schimbe numele în Cavo, varianta Hollow în latină. Cavo a lansat primul album în 2002, sub numele de „A Space To Fill”. Albumul a fost produs de către Scott Gertken și Rich Criebaum, înregistrat și mixat la Trailer Studios, în Foristell, Missouri, și l-au lansat prin Bullet 339 Records. Cavo a început să adune fani în timp ce interpreta alături de trupa Modern Day Zero. „A Space To Fill” conținea două melodii ce erau difuzate aproape tot timpul al stațiile locale de radio în zona St. Louis.
„Say Again” era difuzată pe postul de radio WVRV și KNSX, iar KPNT a preluat imnul rock „Unsung”. Cavo a mai lansat după patru ani albumul „The Painful Art of Letting Go”, în septembrie 2006. Walker l-a invitat pe Brian Smith să se alăture formației în 2006 deoarece aveau nevoie de un basist, fiind nevoiți să-l înlocuiască pe Ryan Kemp, care nu mai făcea parte din trupă.

## Succesul
Cavo a lansat un alt album, Champagne, în 2008, care i-au adus pe aceștia în atenția națiunii. Melodia „Champagne” a atras atenția stației de radio 105.7 KPNT din St.Louis, iar aceștia o difuzau non-stop. Succesul melodiei „Champagne” le-a permis celor de la Cavo să pregătească câteva prezentări, incluzând prezentare trupei Stone Temple Pilots. Trupa s-a dus la New York unde au semnat cu Warner/Reprise în târziul anului 2008. Albumul major de debut al trupei a fost „Bright Nights, Dark Days”, lansat pe data de 11 august 2009. Zac Maloy din trupa The Nixons și echipa norvegiana Espionage au lucrat împreună cu trupa la compoziții, iar acestea au fost produse de David Bendeth. Melodia „Champagne” a ajuns pe locul întâi în „Billboard Mainstream Rock Charts”.
Melodia „Crash” scrisă de Tommy Henriksen, Bobby Huff și Zac Maloy a ajuns pe locul 6 în „Hot Mainstream Rock Tracks”.
În 2009, melodia „Let It Go”, care era cel de-al treilea single, a fost folosit ca soundtrack în filmul Transformers: Revenge of the Fallen, fiind și disponibil pe album.
Formația a avut turnee alături de: Halestorm, Rev Theory, Red, Chevelle, Daughtry, Lifehouse, Shinedown, Sick Puppies și Adelitas Way, au interpretat la Cruefest și deocamdată sunt în turneu cu The Veer Union și Framing Hanley.
În 2010, cei de la Cavo vor susține primul lor turneu, începând din târziul lunii Iulie.

## Membrii

### Actuali
- Chris Hobbs - chitarist, vocalist pe fundal
- Chad La Roy - tobosar
- Brian Smith - bas, vocalist pe fundal
- Casey Walker - vocalist principal

### Foști
- Mike Tomas - chitarist
- Ryan Kemp - bas

## Discografie
- A Space to Fill
- The Painful Art of Letting Go
- Champagne
- Bright Nights Dark Days
- Crash Live
- Let It Go Acoustic